# Route nationale 4 (Djibouti)
Pour les articles homonymes, voir Route nationale 4.
La route nationale 4 est une route nationale djiboutienne d'environ 10 kilomètres permettant de relier la ville d'Arta à la RN 1 et donc à la Djibouti.